# Architettura giapponese

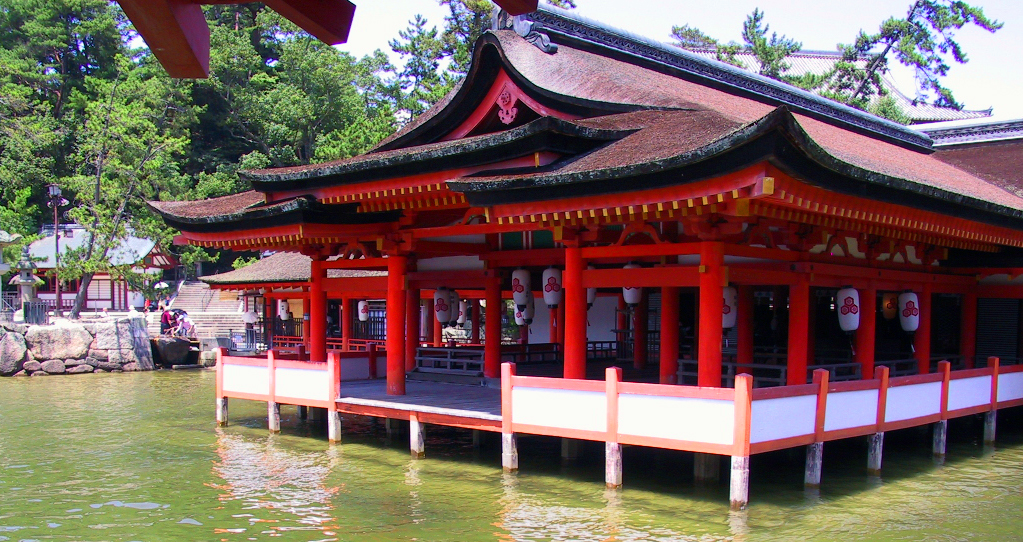
Il Santuario di Itsukushima (厳島神社) con l'alta marea (1168)

L'architettura giapponese (日本建築?, Nihon kenchiku) ha una storia antica quanto quella del Paese. Fortemente influenzata dall'architettura cinese, si distingue tuttavia per certi aspetti e differenze importanti che sono tipicamente giapponesi. La maggior parte degli edifici che ci rimangono oggigiorno dell'architettura pre-moderna giapponese sono dei castelli, dei templi buddhisti o dei santuari scintoisti.
Come spesso accade con gli architetti contemporanei e con l'architettura attuale, l'architettura giapponese riflette con un approccio moderno i vecchi modelli, che spesso hanno pochi rapporti con le costruzioni giapponesi tradizionali.

## Storia

### Periodi Jomon, Yayoi e Kofun (dal 7000 a.C. al 536)

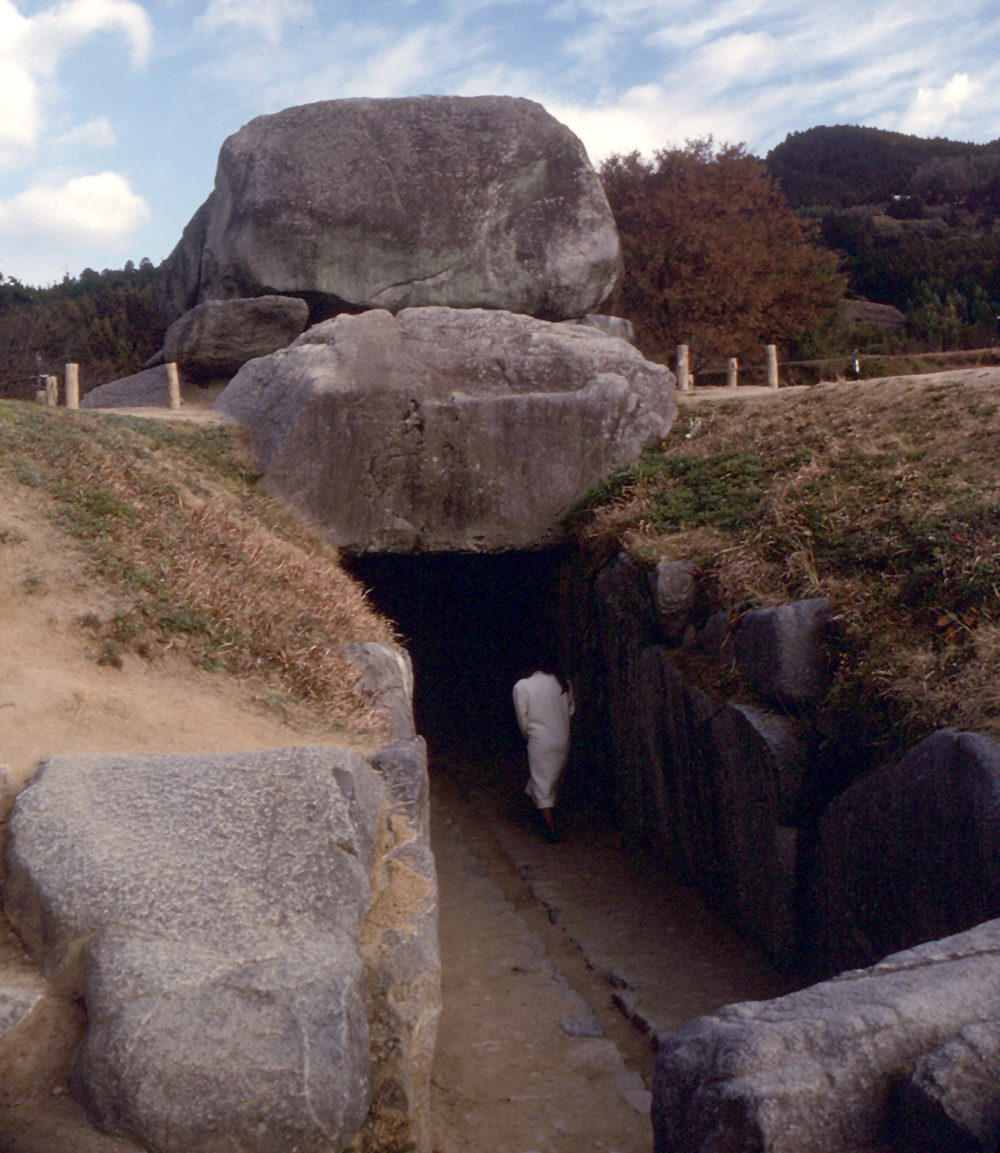
Kofun Ishibutai, Asuka, Nara, Giappone

Durante le tre fasi del periodo Jomon la vita della popolazione giapponese era caratterizzata da uno stile basato sulla caccia e sulla raccolta, con una abilità di livello primitivo nell'agricoltura, cosicché il loro comportamento era prevalentemente determinato dalle variazioni delle condizioni climatiche e dagli altri fenomeni naturali. Le prime abitazioni erano ricavate da fosse costituite da pozzi poco profondi, con pavimenti in terra battuta e tetti d'erba progettati per raccogliere l'acqua piovana, con l'aiuto di giare per la conservazione. Più tardi, nello stesso periodo, un clima più freddo, caratterizzato da maggiori precipitazioni, ha portato ad una diminuzione della popolazione che ha contribuito ad un interessamento e all'avvicinamento alle prime cerimonie rituali; cerchi concentrici di pietra fanno la prima apparizione in questo periodo.
Durante il periodo Yayoi il popolo giapponese ha cominciato a interagire con la dinastia cinese Han, la cui conoscenza e competenze tecniche cominciò a influenzare l'architettura nipponica. I giapponesi cominciarono a costruire magazzini a piano rialzato (come ad esempio granai), costruiti con strumenti di metallo, quali seghe e scalpelli, i quali cominciarono a diffondersi in quest'epoca. Un rifacimento di una costruzione nel sito di Toro, a Shizuoka, consiste in un'abitazione di forma rettangolare in legno costituita da tavole spesse unite negli angoli in stile baita e sorretta da otto pilastri. Il tetto è di paglia, ma, a differenza del tetto a padiglione caratteristico delle abitazioni del periodo Jomon, si tratta di un semplice tetto a timpano a forma di V.
Il periodo Kofun deve il suo nome alla comparsa di antiche sepolture sotto forma di tumuli e megaliti, dette appunto kofun (古墳? “vecchi tumuli”), che si pensa abbiano influenzato la costruzione di strutture simili nella penisola coreana. All'inizio del periodo le tombe, note come zenpō-kōen kofun (前方後円古墳? “tumulo con piazzale antistante e retro circolare”) erano ricavate sfruttando la topografia del territorio esistente, modellata con l'aggiunta di fossati artificiali per formare una costruzione che come caratteristica principale distintiva disponeva di un'entrata a forma di “buco della serratura”, ovvero vedendo rappresentato un cerchio sopra un trapezio. L'accesso era possibile tramite un pozzo verticale che veniva isolato una volta che la sepoltura era stata completata. All'interno della camera vi era spazio per il sepolcro e per eventuali corredi funerari. I tumuli erano spesso decorati con statue di terracotta chiamate Haniwa (埴輪?). Più tardi, i tumuli cominciarono ad essere situati su un terreno pianeggiante e le loro dimensioni aumentarono notevolmente. Tra i molti esempi presenti a Nara e Osaka, il più notevole è il Daisen-Kofun, designato come la tomba dell'imperatore Nintoku. La tomba si estende su 32 ettari, e si pensa fosse stata arredata con più di 20.000 statue Haniwa.

### Periodi Asuka e Nara (dal 538 al 784)

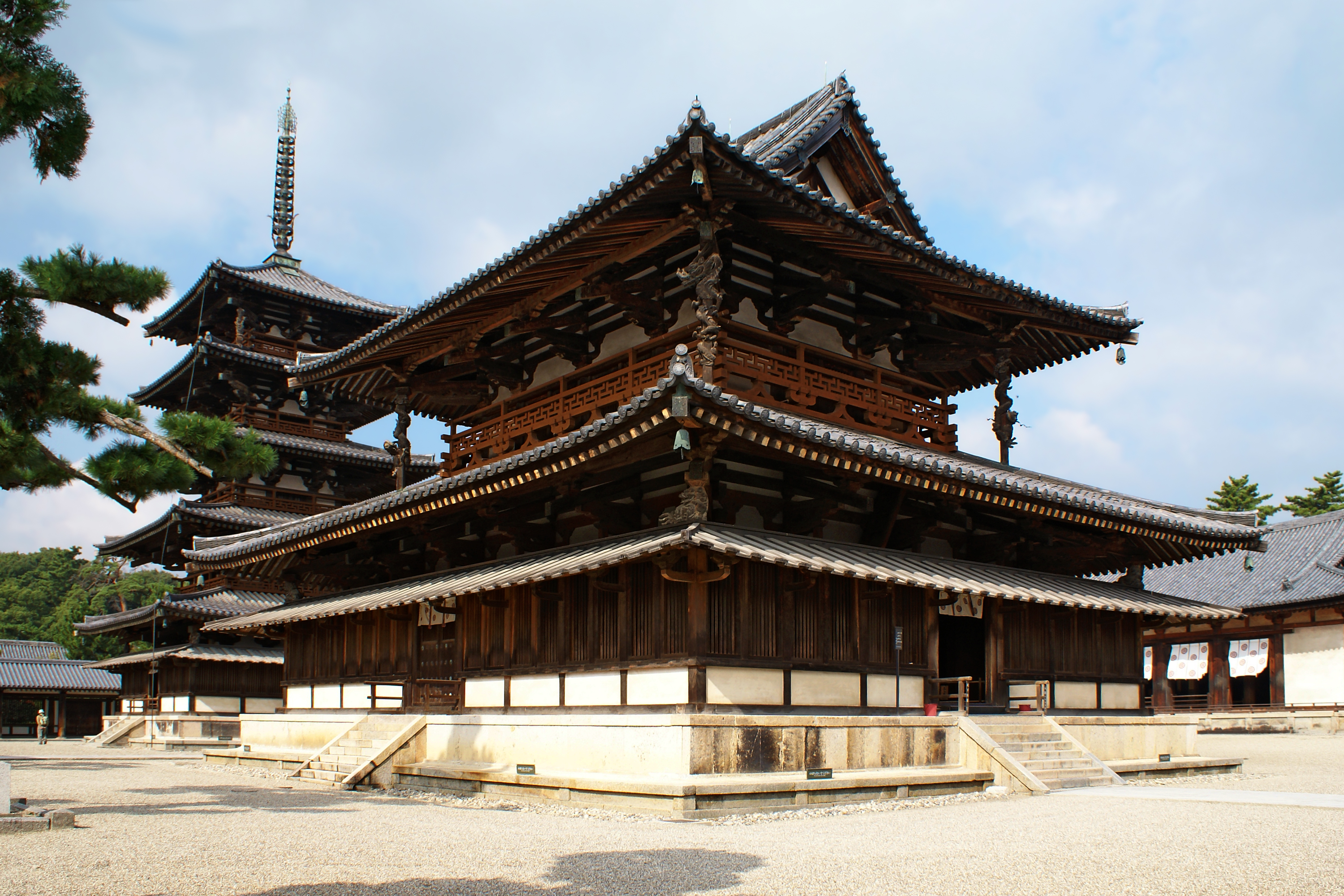
Hōryū-ji

Le prime costruzioni buddhiste ancora esistenti in Giappone, così come i più antichi edifici di legno in Estremo Oriente, si trovano a Hōryū-ji (法隆寺? “Tempio della Legge Fiorente”), la cui costruzione cominciò nel 607, a sud-ovest di Nara. Costruito all'inizio del VII secolo, questo tempio privato del Principe Umayado, si compone di 41 templi indipendenti. I più importanti sono il kondō (金堂? “sala d'oro”), che è il tempio principale del culto, e la gojū-no-tō (五重の塔? “pagoda a cinque piani”), eretto al centro di uno spazio aperto circondato da un chiostro coperto. Il kondō, costruito secondo il canone dei templi del Culto cinese, è una struttura a due piani costituita da un intrico di travi e di pilastri, ricoperta da un irimoya-zukuri (入母屋?), cioè un tetto a capanna costruito con l'aiuto di tegole in ceramica.

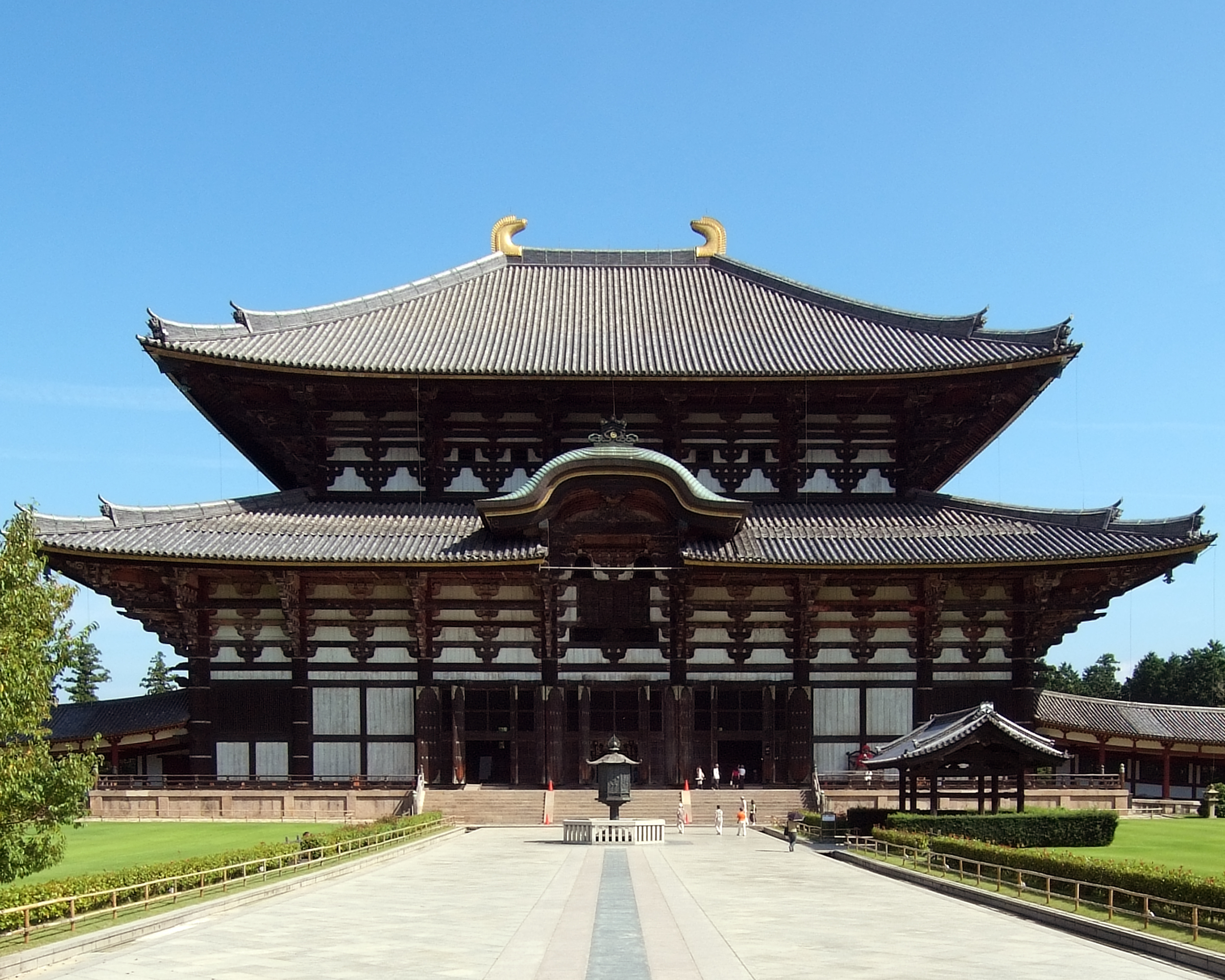
Daibutsu-den (“sala del Daibutsu”) al Tōdai-ji di Nara (ricostruito nel XVII secolo).

La costruzione dei templi nell'VIII secolo si è focalizzata intorno al Tōdai-ji (大寺?), realizzato ad opera di architetti cinesi tra il 745 ed il 752 a Nara. Costruito come il centro di un reticolo di templi provinciali, il Tōdai-ji è il complesso religioso più ambizioso eretto all'inizio della diffusione del Buddhismo in Giappone. Esso presenta il più complesso sistema di mensole che si conosca. La statua del Buddha dall'altezza di 14,98 metri (terminata nel 752) situata nel tempio principale, nota anche con il nome di Daibutsu (大仏? “Grande Buddha”), è un Vairocana (盧舎那仏?), una figura rappresentante l'essenza dell'Illuminazione buddhista. Allo stesso modo, il Tōdai-ji rappresentava il centro del Buddhismo imperiale, partecipante in maniera significativa alla diffusione del culto in tutto il Giappone. Oggi, solo alcuni frammenti della statua originale ci rimangono ancora, il tempio attuale ed il Buddha centrale sono delle ricostruzioni del Periodo Edo.
Raggruppati intorno al Daibutsu-den (大仏殿? “sala del Daibutsu”), sui versanti leggermente inclinati di una collina, furono costruiti parecchi templi secondari, tra cui lo Hokke-dō (法華堂? il “tempio della Sutra del Loto”), costruito nel 733, con la sua rappresentazione principale: il Fukukenjaku Kannon (観音? il “bodhisattva più popolare”), fabbricato con l'aiuto di kanshitsu (乾漆? “lacca secca”), ovvero delle fasce di tessuto di canapa impregnate di lacca ed in seguito arrotolate in un involucro di legno per dar loro una forma. Un altro tempio è il Kaidanin (戒壇院? “sala dell'Ordinazione”) con le sue statue in argilla dei Quattro Re Celesti (四天王?, Shi Tennō), ed il kura (倉? “solaio”), chiamato Shōsō-in (正倉院?). Quest'ultima struttura rettangolare di tre parti, collocate in alto su 40 pilastri alti 2,4 metri (costruiti all'incirca nel 760 in legno di cipresso), serviva originariamente a raccogliere il riso. Il Shōsō-in prese importanza a partire dall'VIII secolo quando cominciò ad essere utilizzato come magazzino per quasi 3000 oggetti raccolti dall'imperatore Shōmu e dall'imperatrice Kōken.

### Periodo Heian  (794-1185)

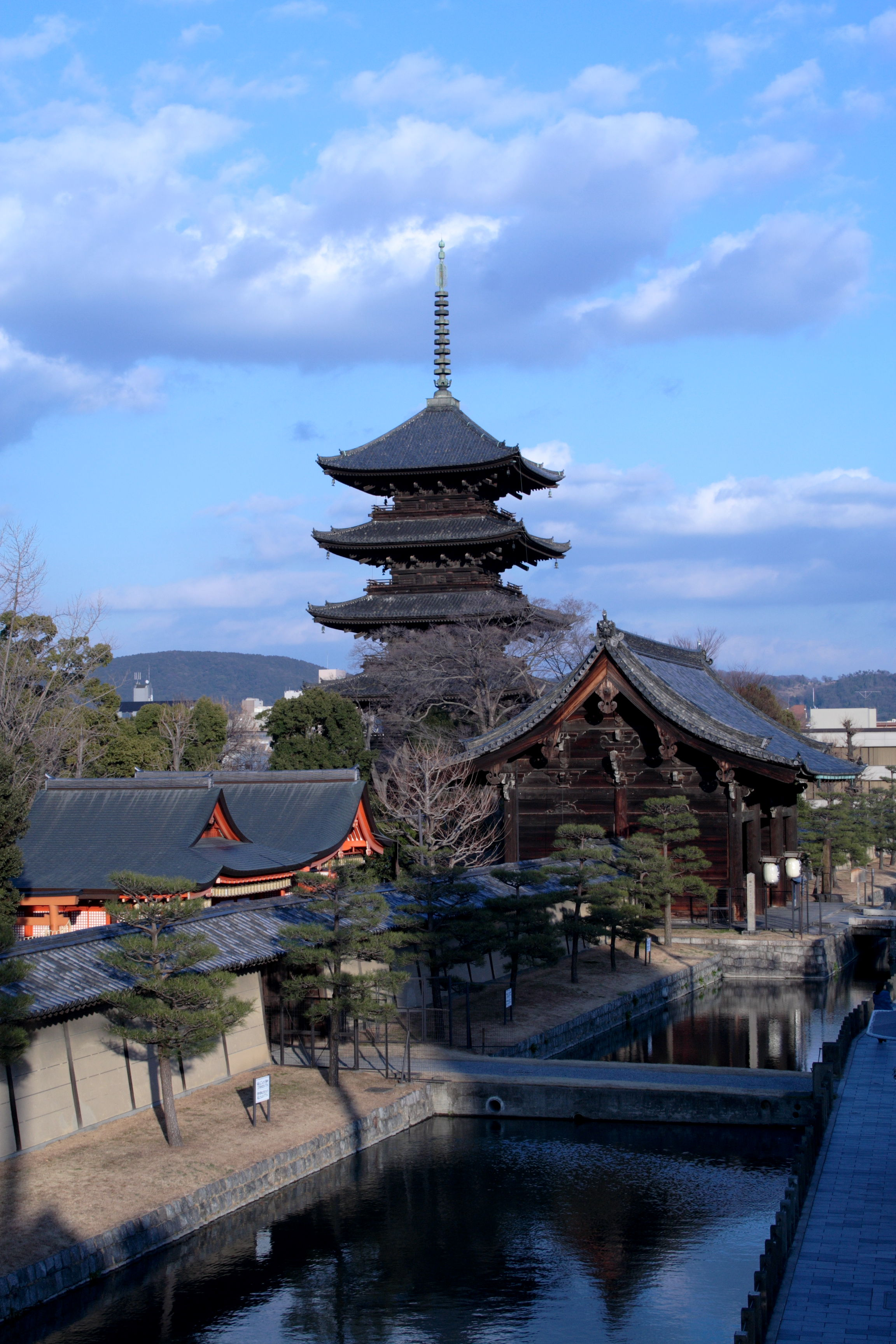
Il Tō-ji (東寺) e la sua pagoda, vicino a Kyōto e per lungo tempo controllato da Kūkai (823)

Durante il periodo Heian, che vide lo spostamento della capitale a Kyoto, materiali di costruzione pesanti come pietre, malta e argilla furono abbandonati, sostituiti da semplici pareti in legno, mentre si diffusero pavimenti e pareti divisorie. Materiali locali - come ad esempio il cedro (sugi) - venivano utilizzati per le rifiniture interne grazie alla loro venatura marcata, mentre pino (matsu) e larice (aka matsu) erano comunemente utilizzati per l'uso strutturale. Tegole in laterizio e un tipo di cipresso chiamato hinoki erano utilizzati per i tetti. Inoltre, in quest'epoca vengono adottati i cosiddetti tetti noyane (野屋根?), particolari tetti spioventi atti a risolvere il problema del drenaggio delle abitazioni.
L'incremento delle dimensioni degli edifici della capitale Kyoto portò allo sviluppo di una architettura disposta ordinatamente in colonne con distanze regolate secondo il ken, misura tradizionale giapponese per dimensioni e proporzioni. L'architettura del Palazzo imperiale Shishinden fece da precursore al successivo stile aristocratico conosciuto come Shinden-zukuri. Tale stile era caratterizzato da edifici simmetrici disposti su due lati, mentre nello spazio interno antistante l'edificio centrale era presente un giardino. Quest'ultimo finiva poi per fondersi con il paesaggio circostante.
A causa della prosperità ed al crescente potere del Buddhismo organizzato a Nara, il monaco Kūkai, meglio conosciuto con il suo nome postumo Kōbō Daishi (弘法大師?), viaggiò fino in Cina per studiare lo Shingon (真言?), una forma del Buddhismo vajrayana che egli fondò ed introdusse in Giappone nell'806. Al centro del culto Shingon, si trovano diversi maṇḍala, schemi dell'universo spirituale che influenzarono lo stile dei templi. L'architettura buddhista giapponese adottò anche lo stupa nella sua forma di pagoda cinese.

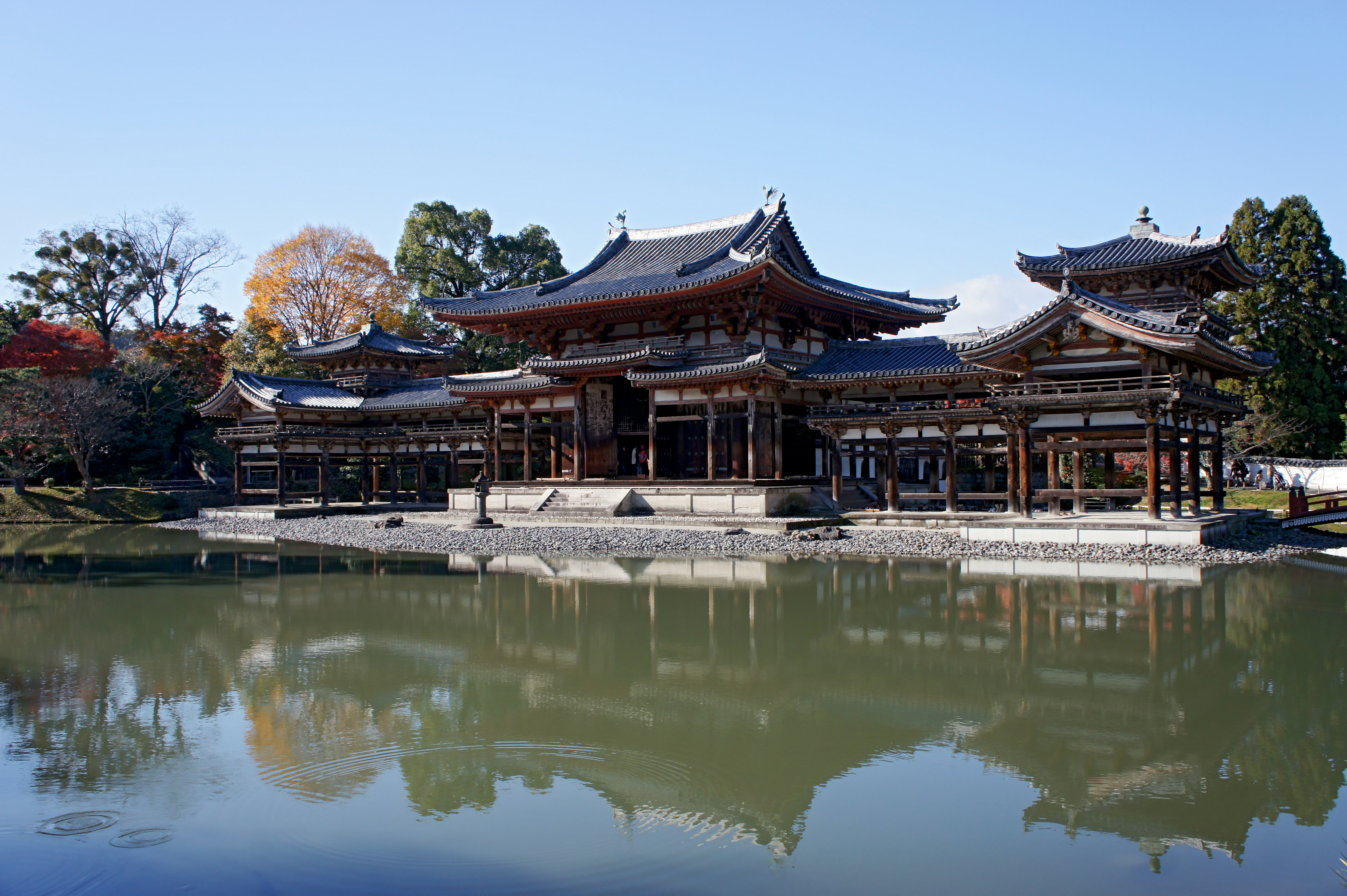
Lo hōōdō del Byōdō-in ad Uji vicino a Kyōto (1053)

I templi eretti per questa nuova setta furono costruiti sulle montagne, lontani dalla corte e dal laicismo della capitale. La topografia irregolare di questi siti obbligò gli architetti giapponesi a rivedere i metodi di costruzione dei templi e quindi a scegliere più elementi di decorazione autoctoni. Tetti in corteccia di cipresso rimpiazzarono quelli in tegole di ceramica, assi di legno furono utilizzate al posto del terreno argilloso ed un luogo di culto separato per i laici fu aggiunto di fronte al santuario principale. Inoltre, lo stile architettonico dei templi buddisti cominciò a influenzare quello dei santuari shintoisti. Ad esempio, come le loro controparti buddisti i santuari shintoisti cominciarono ad avere le travi (fino a quel momento non rifinite) dipinte con il caratteristico colore rosso cinabro.
Durante questa era, in cui i massimi poteri politici erano detenuti dal Clan Fujiwara, il Jōdoshū (浄土宗? Buddhismo della "Terra Pura"), che offriva facile salvezza mediante la fede in Amida (阿彌陀? il "Buddha del Paradiso dell'Ovest"), divenne popolare. In opposto, la nobiltà di Kyōto sviluppò una società devota alla ricerca dell'eleganza estetica. La sala di Amida, che combinava il religioso col profano, ospitava una o più immagini del Buddha all'interno di una struttura che ricordava una magione della nobiltà.
Lo hōōdō ("Sala della Fenice", completata nel 1052) del Byōdō-in (平等院?), un tempio ad Uji a sud-est di Kyōto, è della stessa tipologia delle sale di Amida dell'epoca dei Fujiwara. Si compone di una struttura principale rettangolare fiancheggiata da due corridoi che formano una "L" e da un altro di coda, situato ai lati di un grande stagno artificiale. All'interno, un'unica rappresentazione dorata di Amida (costruita intorno al 1053) è posizionata su un'alta piattaforma. Questa scultura è stata realizzata da Jōchō che utilizzò nuovi canoni di proporzione così come una nuova tecnica chiamata yosegi (寄木?) che consiste nel tagliare una statua in parecchi pezzi di legno e poi riassemblarli dall'interno. Sui muri sono scolpiti i rilievi in legno colorato di 52 Bosatsu (Bodhisattva) che accompagnano Amida nella sua discesa dal Paradiso dell'Ovest per accogliere l'anima dei fedeli alla loro morte e metterle dentro a dei petali di loto. Questa discesa, detta raigō (来迎?), dipinta sulle porte di legno dello hōōdō, è un esempio precursore dello stile di pittura giapponese Yamato-e (大和絵?) poiché contiene delle rappresentazioni dei paesaggi intorno a Kyōto. Lo hōōdō è attualmente un museo.
Durante l'ultima parte del periodo Heian vi sono le prime apparizioni documentate di case vernacolari in stile minka (民家?). Esse sono caratterizzate dall'uso di materiali locali e dell'ampio utilizzo della manodopera, essendo principalmente costruite in legno, con piccoli piani terra e tetti di paglia.

### Periodi Kamakura e Muromachi (dal 1185 al 1573)

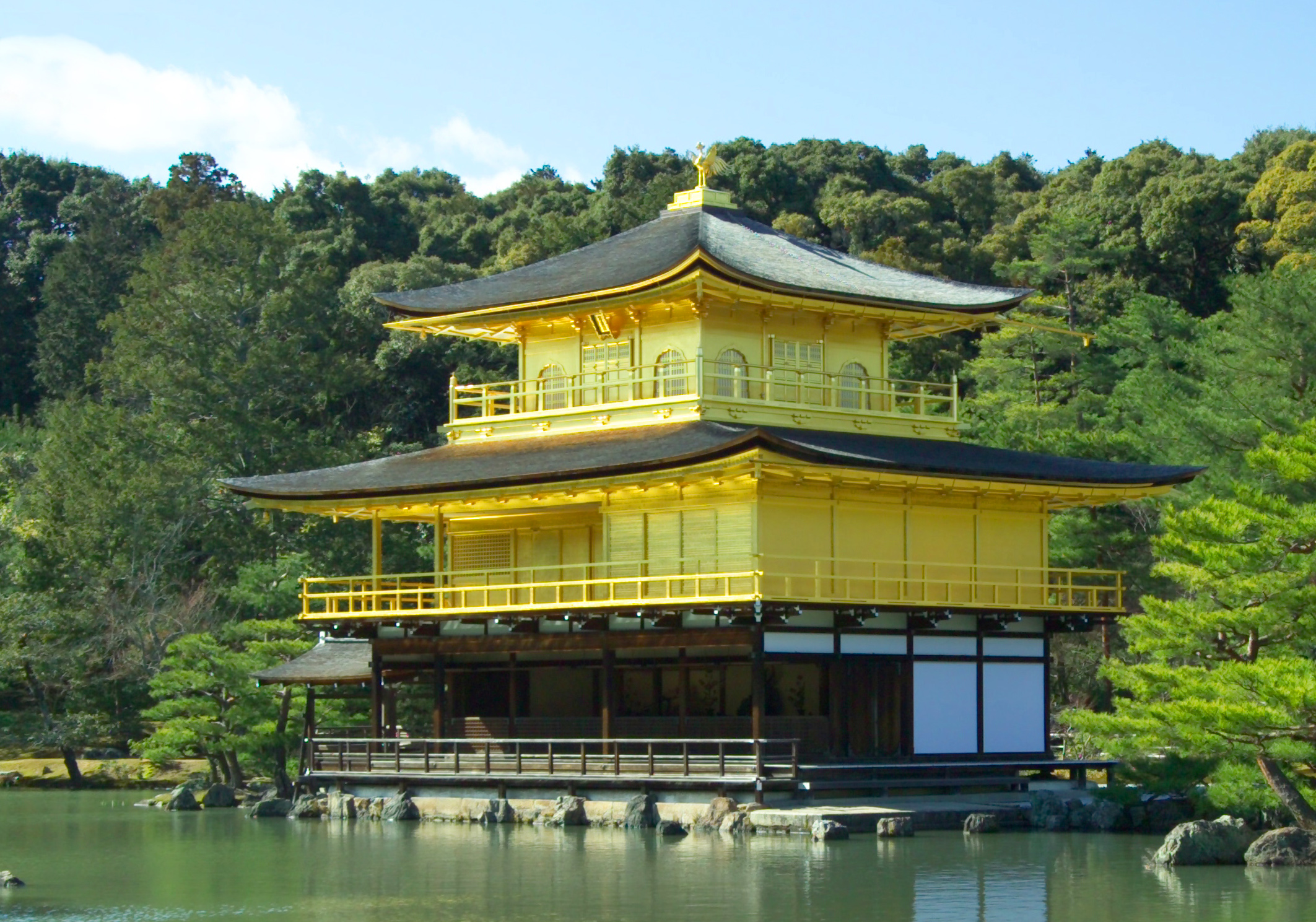
Kinkaku-ji, simbolo dell'architettura del periodo Muromachi.

Durante il periodo Kamakura (1185-1333) e il successivo periodo Muromachi (1336-1573), l'architettura giapponese fece importanti progressi tecnologici che gli permisero di discostarsi dall'influenza della sua controparte cinese. In risposta alle esigenze autoctone quali la resistenza sismica e la necessità di riparo contro le forti piogge o il caldo estivo, i maestri carpentieri del tempo idearono un tipo unico di architettura, creando gli stili Daibutsuyō e Zenshūyō.
Il periodo Kamakura ebbe inizio con il trasferimento del potere dalla corte imperiale alla shogunato Kamakura. Durante la Guerra Genpei (1180-1185), molti edifici tradizionali di Nara e di Kyoto furono danneggiati. Ad esempio, i templi Kōfuku-ji e Tōdai-ji furono messi al rogo da Taira no Shigehira del clan Taira nel 1180. Molti di questi templi e santuari sono stati poi ricostruiti dallo shogunato di Kamakura per consolidare l'autorità dello shōgun.
Meno elaborata rispetto all'architettura del periodo Heian, l'architettura del periodo Kamakura era caratterizzata da uno stile semplice dovuto all'influenza dell'assetto militare del tempo. I nuovi edifici costruiti sono caratterizzati dall'influsso dello stile buke-zukuri, ovvero costituiti da fossati stretti o palizzate. La difesa diventa una priorità, e le strutture vengono raggruppate sotto un unico tetto, piuttosto che attorno a un giardino. Questi ultimi, infine, diventano campi di allenamento militare.
Dopo la caduta dello shogunato Kamakura nel 1333, e la salita al potere dello shogunato Ashikaga, con il conseguente spostamento del potere esecutivo nel quartiere di Kyoto di Muromachi, le rivalità nei livelli più alti della società causarono una rincorsa ai beni e agli stili di vita più lussuosi. Case aristocratiche furono ristrutturate passando dal semplice stile buke-zukuri al precedente stile shinden-sukuri. Un buon esempio di questa architettura di lusso è il Kinkaku-ji a Kyoto, laccato e decorato con la tecnica della foglia oro, in contrasto con la sua struttura piuttosto semplice e suoi tetti di corteccia.
Nel tentativo di tenere a freno l'eccesso delle classi superiori, i maestri Zen introdussero la cerimonia del tè (茶の湯?, cha no yu). In architettura questo permise la progettazione di case del tè (茶室?, chashitsu) di modeste dimensioni con dettagli e materiali semplici, come paglia intrecciata e legno ricoperto dalla propria corteccia. Questo stile va successivamente ad influenzare l'architettura residenziale, con la costruzione di edifici più leggeri, più intimi, costituiti da travi e pilastri snelli con divisori interni scorrevoli (fusuma) e pareti esterne scorrevoli (shōji). Benché i tatami - stuoie di erba e paglia intrecciati insieme - fossero apparsi già nel periodo Kamakura, è nel periodo Muromachi che essi vengono impiegati all'interno delle abitazioni con uno stile preciso, con dimensioni regolari e posizionati uno vicino all'altro.

### Periodo Azuchi-Momoyama (1568-1603)

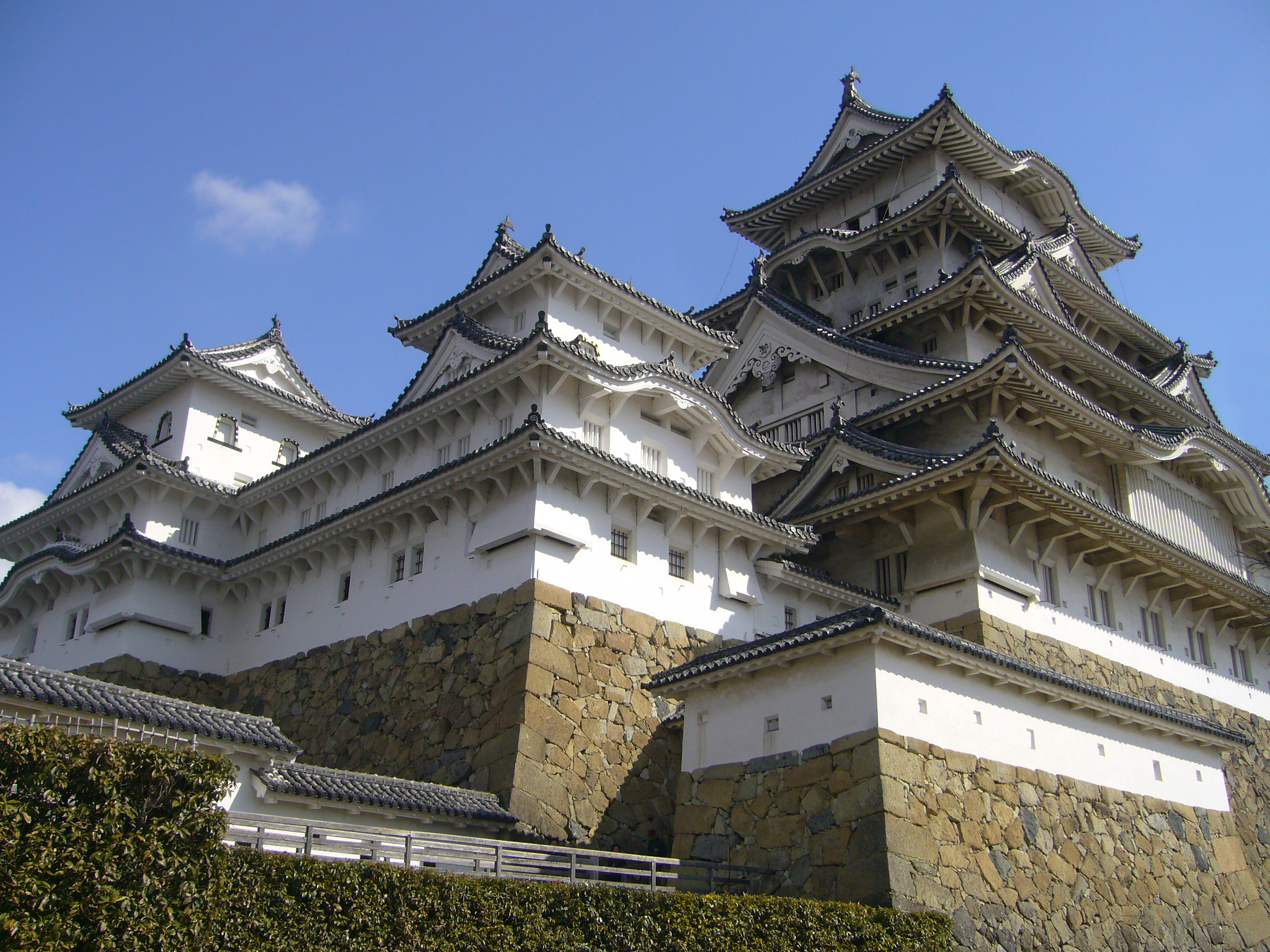
Il castello di Himeji (姫路城, Himeji-jō), pianificato nel 1346 e terminato nel 1618

Durante il periodo Azuchi-Momoyama, il Giappone subì un processo di unificazione, dopo un lungo periodo di guerra civile.
Di conseguenza, due nuove forme d'architettura furono sviluppate in risposta al clima belligerante di quell'epoca:
- il castello, una struttura difensiva costruita per dare alloggio ad un feudatario (大名?, daimyō) ed ai suoi soldati nel periodo di guerra, tipicamente costituita da dongione centrale detto tenshu (天 守? “difesa del cielo”) e circondata da giardini ed edifici fortificati. Tutta la struttura era incastonata dentro massicce mura in pietra e circondata da profondi fossati. Gli interni bui dei castelli erano spesso decorati da artisti, mentre le stanze erano separate da fusuma e da paraventi byōbu.[1]

Il castello di Himeji (姫路城?, Himeji-jō), anche conosciuto con il nome di Castello dell'Airone Bianco (白鷺城?, Hakuro-jō), coi suoi eleganti tetti incurvati e col suo complesso di tre torri edificate dal dongione principale, è una delle strutture più caratteristiche del periodo Azuchi-Momoyama.
- lo stile shoin-zukuri, influenzato dalle costruzioni chashitsu, era caratterizzato dalla presenza di atri da ricevimento privato, progettati per riflettere i rapporti tra i signori ed i propri vassalli nella società feudale emergente. Fusuma e byobu venivano finemente decorati, e spesso una stanza - solitamente l'alcova (床の間?, tokonoma) - era adibita ad ospitare opere d'arte e dipinti (in genere pergamene appese al muro).[1]

L'ōhiroma (大広間? “grande sala da ricevimento all'esterno della cinta di mura”) del castello di Nijō (二条城?, Nijō-jō) a Kyoto è una costruzione classica dello stile shoin-zukuri, col suo tokonoma, che crea, mediante l'intermediario di una finestra su un parco ordinatamente disposto, zone ben differenziate per signori di Tokugawa (徳川将軍?) e per i loro vassalli.

### Periodo Edo  (1603-1867)

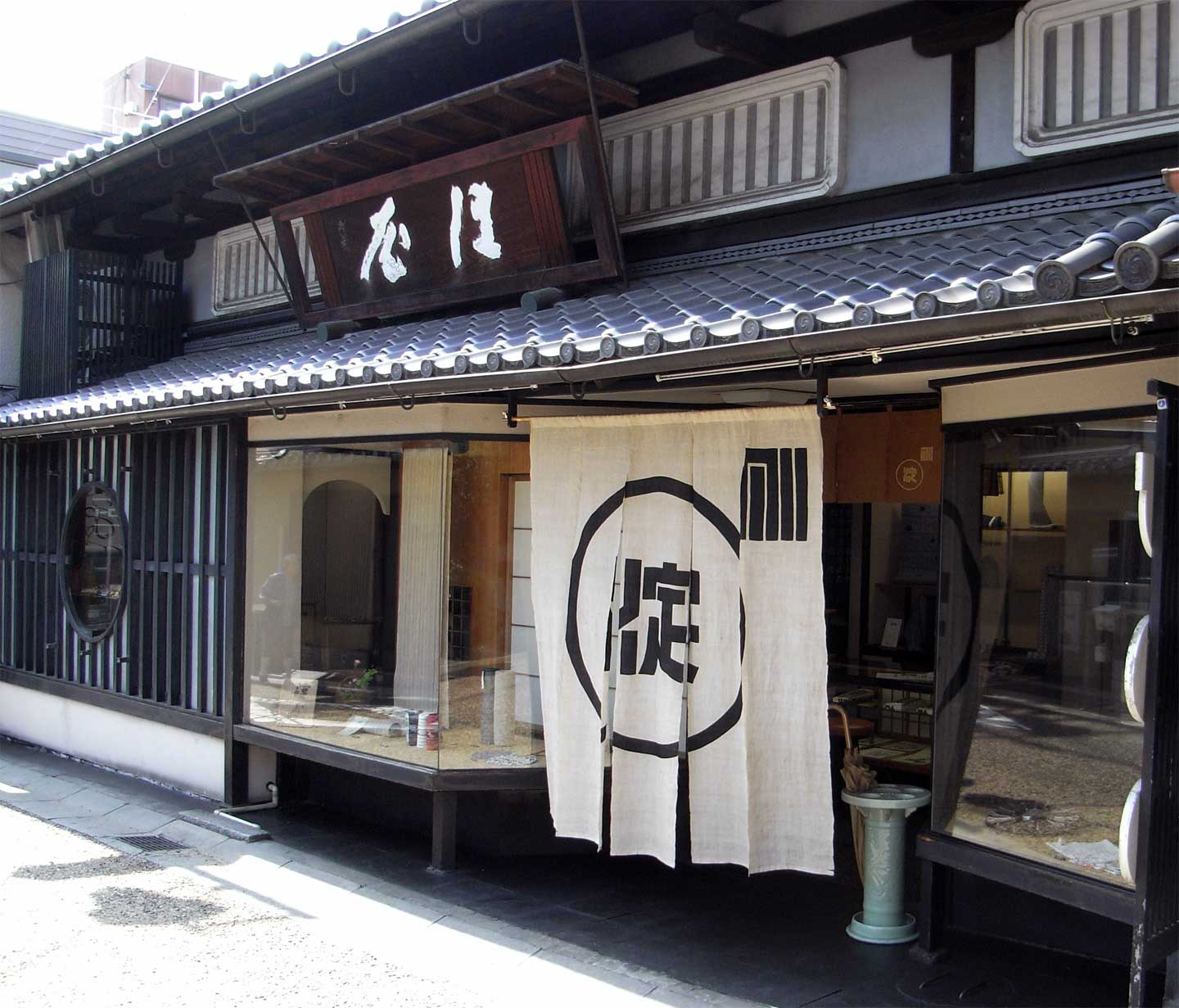
Tipica machiya nella città di Nara.

Il periodo Edo vide il trasferimento della capitale da Heian (Kyoto) a Edo (la moderna Tokyo) sotto il controllo dello shogunato Tokugawa. Quest'ultima fu ripetutamente soggetta a degli incendi improvvisi che portarono all'elaborazione di un'architettura semplificata al fine di poter ricostruire facilmente gli edifici dopo gli incendi. Il legno delle ossature degli edifici era raccolto ed immagazzinato in alcune città vicine fino all'arrivo dell'inverno, lontano dal clima secco che aiutava a propagare le fiamme. Una volta che un incendio era scoppiato e domato, il legno era inviato a Edo e i quartieri della città erano rapidamente ricostruiti. Nonostante i giapponesi avessero imparato e assimilato alcune tecniche di costruzione dagli olandesi (con cui tenevano importanti scambi commerciali sull'isola artificiale di Dejima) le quali consistevano in costruzioni di mattoni e pietra, queste non vennero applicate in quanto mal si addicevano al territorio giapponese, soggetto a numerosi terremoti nel corso della sua storia.
Questo periodo storico vide, inoltre, la comparsa delle machiya (町屋 / 町家?), tradizionali case a schiera di legno, contraddistinte dalla presenza di piccole stanze con l'entrata adiacente alla strada, con il piano terra di solito adibito ad officina o a negozio. Nei tetti, tegole di ceramica prendono il posto della paglia, mentre le travi a vista vengono intonacate, nel tentativo di proteggere l'edificio dal fuoco. È usanza di questo periodo dipingere le pareti esterne delle machiya, ma anche dei magazzini e delle officine, con una colorazione nera ottenuta mescolando inchiostro di china, ossido di calcio e guscio di ostrica triturato.
A Kyoto, la Villa imperiale di Katsura (桂離宮?, Katsura rikyū), costruita emulando il palazzo del Principe Genji, contiene l'insieme degli edifici di tipo shoin combinati con degli elementi d'architettura giapponese classica, ma con delle modifiche innovative che annunciarono l'avvento dello stile sukiya-zukuri. Il complesso è circondato totalmente da un giardino percorso da vari sentieri.
In quel periodo i daimyō fecero costruire grandi case munite di parchi, per i propri piaceri e per quelli dei loro invitati. Kōraku-en (後楽園庭園?, kōrakuen teien) è un parco dell'epoca Edo che esiste ancora oggi ed è aperto al pubblico.

### Periodo Meiji, Taisho e primo periodo Shōwa (dal 1868 al 1945)

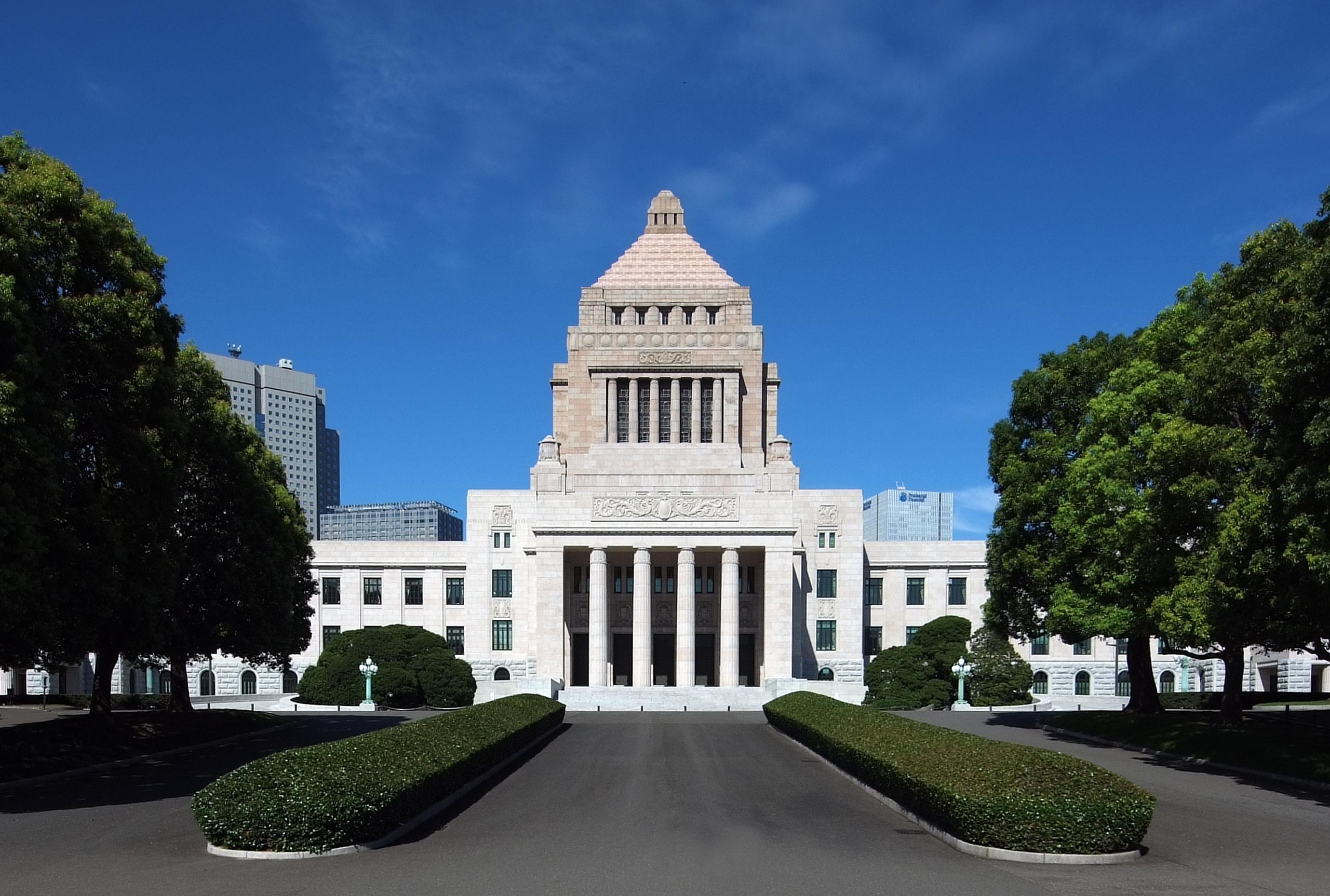
La facciata della Dieta Nazionale del Giappone (国会, kokkai)

Dopo il 1867, quando l'imperatore Meiji salì sul trono, il Giappone fu invaso da nuove forme di cultura straniera. Il Paese nipponico, difatti, iniziò un rapido processo di occidentalizzazione che lo portò alla necessità di dotarsi di nuovi tipi di edifici quali scuole, banche e alberghi. La prima architettura Meiji fu inizialmente influenzata dallo stile coloniale dell'architettura cinese tipica di Hong Kong. A Nagasaki, il commerciante britannico Thomas Glover edificò la sua casa in questo stile utilizzando l'abilità dei falegnami locali. La sua influenza aiutò in modo decisivo la carriera di architetto di Thomas Waters, il quale progettò l'edificio del Dokuritsu Gyōsei Hōjin Zōheikyoku (Zecca del Giappone) nel 1868, a Osaka, un lungo e basso edificio in mattoni e pietra, costituito da un portico centrale con frontone. A Tokyo, Waters progettò il Museo Commerciale, probabilmente il primo edificio in mattoni e pietra della città.
Nel 1872, dopo che un incendio distrusse il distretto di Ginza (Tokyo), questo fu designato come modello di modernizzazione, con la pianificazione e la costruzione di edifici più grandi in mattoni e a prova di fuoco, nuovi collegamenti stradali tra la stazione di Shimbashi e il distretto di Tsukiji, nonché di importanti edifici governativi. I progetti furono affidati a Thomas Waters, mentre dell'edificazione fu responsabile l'Ufficio delle Costruzioni del Ministero delle Finanze. Il distretto nel suo nuovo stile occidentale fu completato l'anno seguente. Le prime abitazioni in mattoni furono inizialmente messe in vendita, e successivamente affittate, ma l'eccessivo costo fece sì che molte di esse rimanessero inabitate. Tuttavia, la zona fiorì come un simbolo di “civiltà e illuminazione”, grazie alla presenza di sedi di giornali e riviste, oltre a conquistare popolarità anche per le sue vetrine e le zone di shopping, esempio di moderne tecniche di marketing. Il nuovo distretto di Ginza servì da modello per molti altri interventi di ammodernamento nelle città giapponesi.

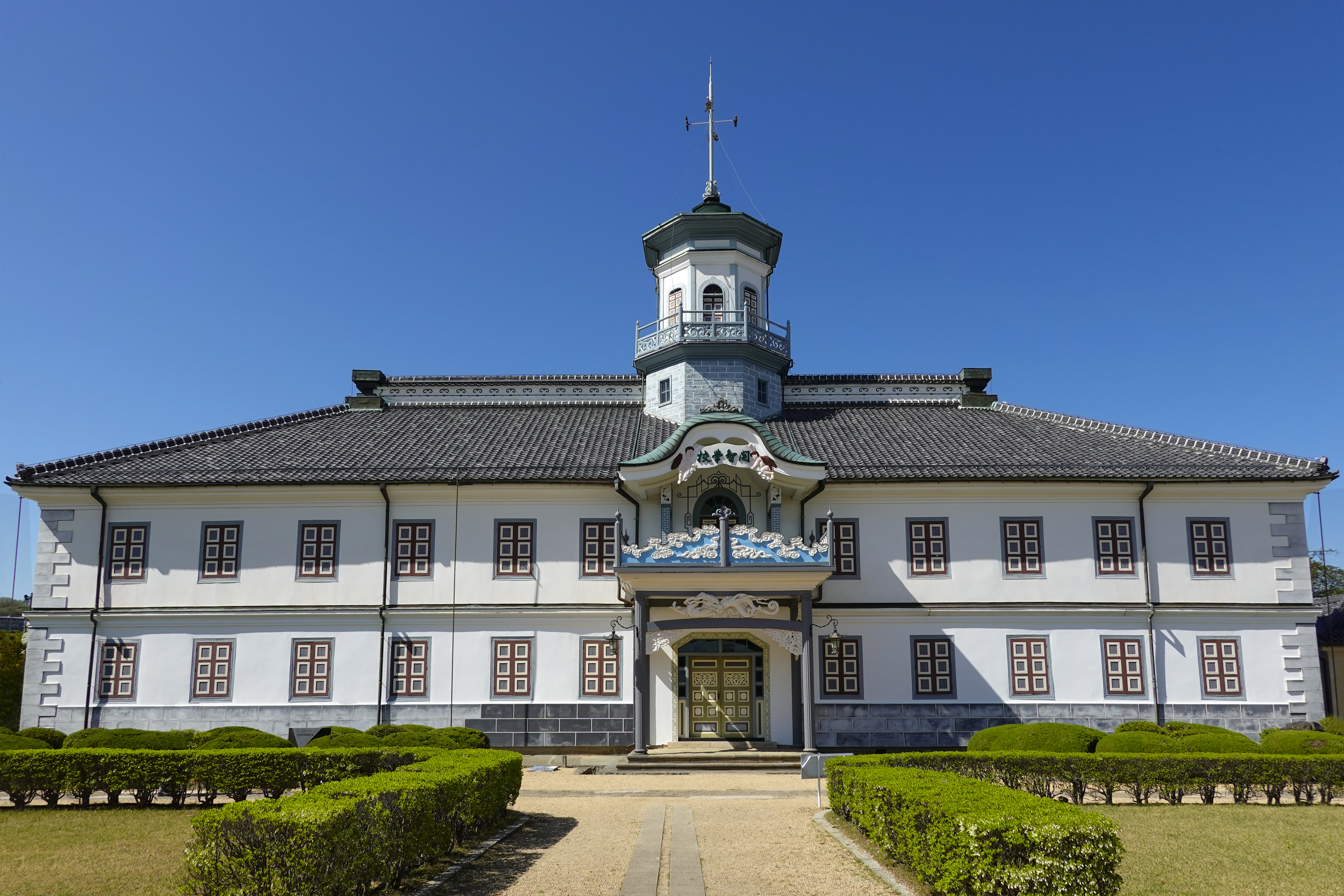
Scuola Kaichi, costruita nel 1876

Uno dei primi esempi di architettura occidentale è il Rokumeikan (鹿鳴館?), un grande edificio a due piani sito a Tokyo, completato nel 1883, che da lì a breve divenne il controverso simbolo dell'occidentalizzazione del periodo Meiji. Commissionato per l'alloggiamento degli ospiti stranieri dal Ministro degli Esteri Inoue Kaoru, fu progettato da Josiah Conder, uno dei più importanti consulenti governativi stranieri in Giappone dell'era Meiji (oyatoi gaikokujin). Il Ryounkaku (凌雲閣?), invece, fu il primo grattacielo in stile occidentale del Giappone, costruito nel 1890 ad Asakusa. Nonostante l'ascesa dell'architettura occidentale, l'architettura tradizionale continuò ad essere utilizzata per le nuove costruzioni, come ad esempio il palazzo Kyūden (宮殿? la residenza privata della Famiglia imperiale) del Palazzo Imperiale di Tokyo, anche se decorato con elementi occidentali come le fontane presente nei giardini.
All'inizio del XX secolo, la fusione dei metodi giapponesi con le forme d'arte europee, introdotte in quegli anni, produsse notevoli edifici come la Stazione di Tōkyō (東京駅?, Tōkyō-ek) del 1914 ed il palazzo della Dieta Nazionale del Giappone (国会?, kokkai), esempi di architettura Meiji che resistono tuttora. Un altro buon esempio di questo stile, noto come giyōfū (擬洋風? letteralmente “imitazione dello stile occidentale”) è la Scuola primaria Kaichi, nella prefettura di Nagano, costruita nel 1876. Il maestro falegname Tateishi Kiyoshige, recatosi a Tokyo per osservare quali stili architettonici occidentali fossero popolari nella capitale, incorporò questi, fondendoli con i metodi tradizionali, nella costruzione della scuola. Essa venne costruita prendendo ispirazione dallo stile dei tipici magazzini del periodo (仓?, kura) con l'aggiunta di una torre cinese ottagonale caratterizzata da conci disposti ad angolo. Tradizionali muri namako furono utilizzati alla base dell‘edificio per dare l‘impressione che la struttura si trovasse su una base di pietra.

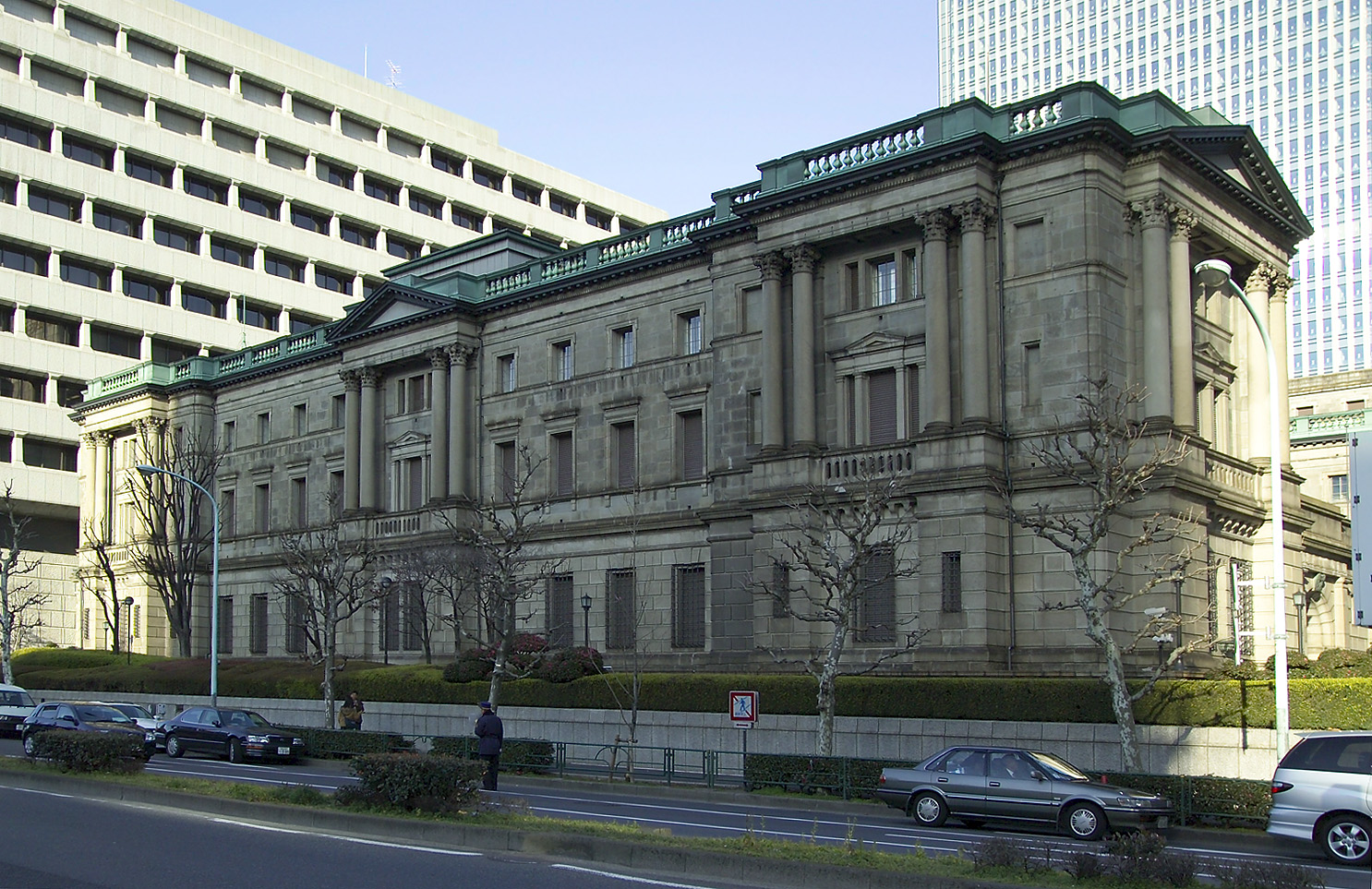
Banca del Giappone, di Kingo Tatsuno, costruita nel 1896

Il governo giapponese, inoltre, assunse architetti stranieri sia per lavorare su nuove opere in Giappone sia per insegnare le proprie tecniche ai nuovi architetti giapponesi. Uno di questi fu l'architetto britannico Josiah Conder, il quale contribuì a formare la prima generazione di architetti giapponesi, tra i quali spiccano Kingo Tatsuno e Tokuma Katayama. I primi lavori di Tatsuno avevano uno stile Veneziano influenzato da John Ruskin, ma le sue opere successive, come la Banca del Giappone (1896) e la già citata stazione di Tokyo (1914) risentono più dell'influenza dello stile Beaux-Arts. D'altra parte, Katayama è stato più influenzato dallo stile francese Secondo Impero, il quale si può notare nel Museo nazionale di Nara (1894) e nel Museo nazionale di Kyoto (1895).
Nel 1920, alcuni giovani costruttori costituirono la prima organizzazione di architetti modernisti. Essi erano conosciuti col nome di Bunriha (letteralmente “gruppo secessionista”) ispirati in parte dai secessionisti viennesi. Questi architetti erano preoccupati dalla troppa dipendenza dagli stili storici e incoraggiavano nuove forme di espressione artistica. Essi trassero la loro esperienza dai movimenti artistici europei quali Espressionismo e Bauhaus, contribuendo a spianare la strada all'introduzione dell'International Style del Modernismo.
Durante il periodo Taishō e il primo periodo Showa due influenti architetti statunitensi trovano lavoro in Giappone. Il primo, Frank Lloyd Wright progettò l'Hotel imperiale di Tokyo, (1913-1923) e il Yodoko Guest House (1924), entrambi edificati utilizzando la pietra locale Oya. Wright ebbe numerosi apprendisti giapponesi sotto la sua tutela, come Arata Endo, che edificò il Koshien Hotel nel 1930. Il secondo, Antonin Raymond, che lavorò in un primo momento per Wright sull'Hotel Imperiale, costruì il Tokyo Women Christian College, influenzato dallo stile di Wright, come tutte le sue prime opere. Ben presto, però, cominciò a sperimentare l'uso del cemento armato, particolareggiato in modo che ricordasse i metodi di costruzione tradizionali giapponesi. Tra il 1933 e il 1937 Bruno Taut soggiornò in Giappone. I suoi scritti, soprattutto quelli sulla Villa imperiale di Katsura, rivalutarono la tradizionale architettura giapponese, portandola a conoscenza di un pubblico più ampio.
Nello stesso modo in cui il Giappone diede ospitalità agli architetti stranieri, anche quelli giapponesi acquisirono esperienza viaggiando in Europa. Tra questi Kunio Maekawa e Junzo Sakakura, che lavorarono presso l'atelier di Le Corbusier a Parigi, e Bunzo Yamaguchi insieme a Chikatada Kurata che lavorarono con Walter Gropius.

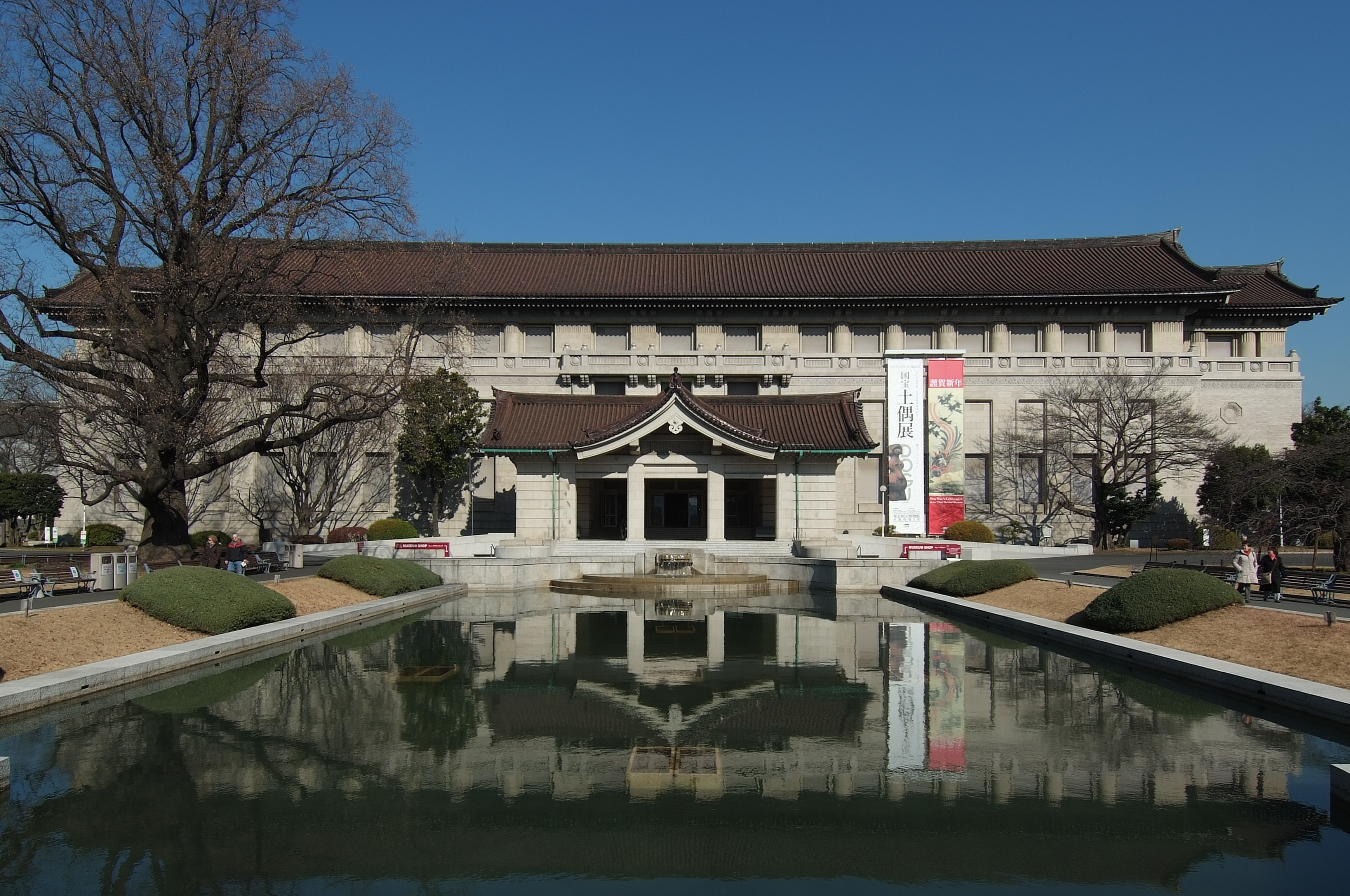
Museo nazionale di Tokyo, costruito nel 1937

Alcuni architetti hanno costruito la loro reputazione sull'edificazione di opere pubbliche. Togo Murano, un contemporaneo di Raymond, è stato influenzato dal Razionalismo, progettando l'edificio per uffici Morigo Shoten, a Tokyo (1931) e l'Ube Public Hall, prefettura di Yamaguchi (1937). Allo stesso modo, l'architettura razionalista moderna di Tetsuro Yoshida include il Tōkyō Central Post Office (1931) e l'Osaka Central Post Office (1939).
Una corrente opposta al Modernismo diffuso in Giappone durante il periodo Showa è il cosiddetto stile della Corona imperiale (teikan yoshiki). Le strutture caratterizzate da questo stile includono tetti in stile giapponese come il Museo nazionale di Tokyo (1937) di Hiroshi Watanabe, oltre al Municipio di Nagoya e l'Ufficio governativo della Prefettura di Aichi. Questo improvviso cambio di stile è dovuto principalmente al governo militarista del tempo, il quale insistette nel promuovere la progettazione dei principali edifici in “stile giapponese”, limitando il design modernista alle opere di infrastruttura.
Molti degli edifici realizzati nei periodi Meiji, Taisho e Showa andarono distrutti durante la Seconda guerra mondiale, come, ad esempio, il Rokumeikan. Molte di queste strutture sono state successivamente ricostruite o riassemblate all'interno della città-museo di Meiji Mura, nei pressi di Nagoya, mentre all'interno del Museo d'architettura all'aperto di Edo-Tokyo sono presente riproduzioni e modelli in scala ridotta di tali edifici.

### Architettura moderna

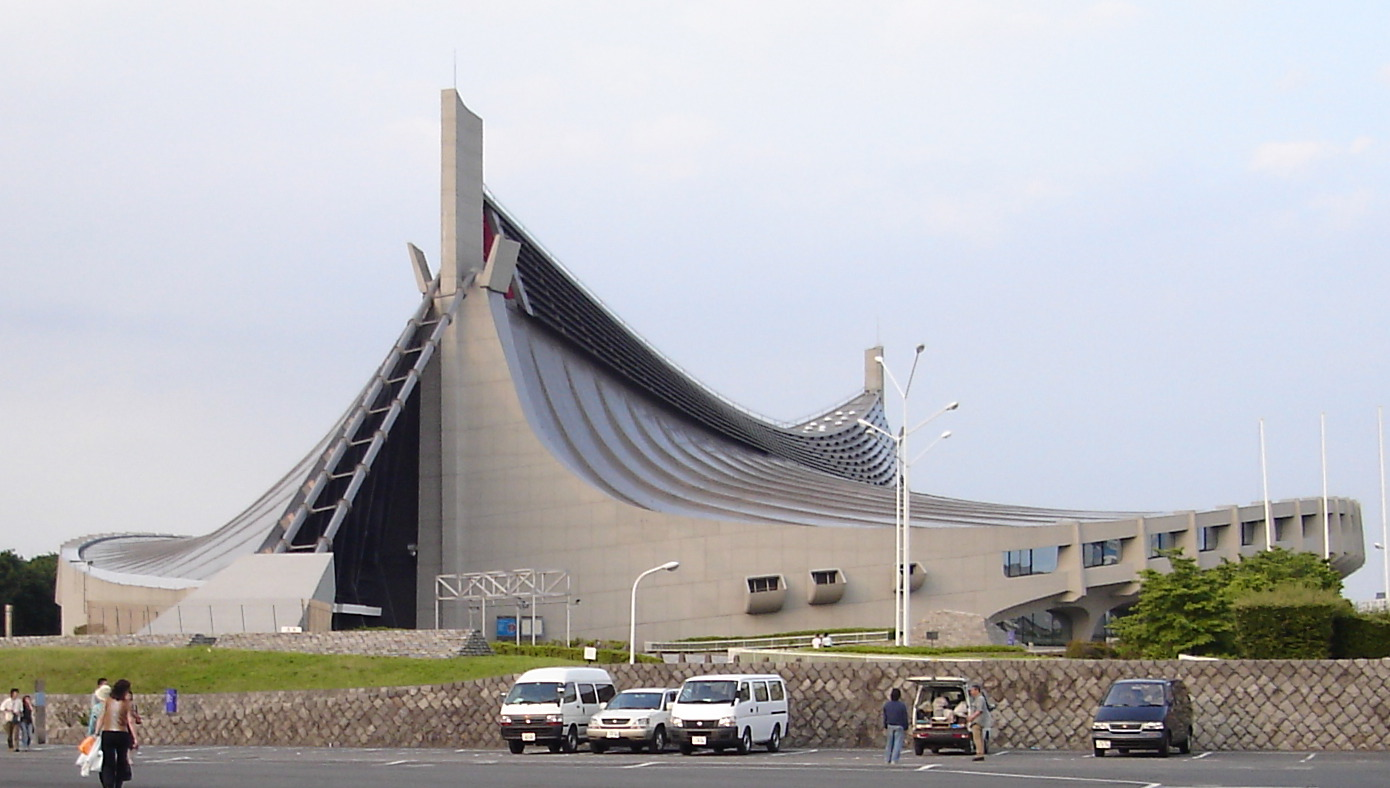
Lo Yoyogi National Gymnasium, simbolo sportivo della città nei Giochi Olimpici di Tōkyō, costruito da Kenzō Tange (1961 - 1964)

Come spesso accade nella cultura e nella società giapponesi, l'arrivo delle tecnologie moderne apportò un nuovo impulso all'architettura nipponica. La necessità di ricostruire il Giappone dopo la guerra diede un forte stimolo all'architettura giapponese, rendendo così le costruzioni contemporanee giapponesi tra le più impressionanti per termini di tecnologia e di concezione formale. L'architetto giapponese più famoso è Kenzō Tange, esponente del brutalismo e del Movimento metabolista: a lui si deve lo Yoyogi National Gymnasium (国立代々木競技場?, Kokuritsu Yoyogi Kyōgi-jō) dei Giochi Olimpici di Tōkyō, che sottolinea un contrasto tra l'intrico dei muri ed i pilastri dell'edificio dal tetto rigido e che ricorda il tomoe (巴) (un antico simbolo araldico a forma di spirale che genera delle forme e dei movimenti dinamici).
Con l'arrivo delle tecnologie di costruzione occidentali e dei nuovi materiali e coll'introduzione del modello Meiji in Giappone, nuove strutture in calcestruzzo ed in acciaio entrarono in contrasto con i modelli architettonici tradizionali. Il Giappone ebbe un ruolo di primo piano nella concezione dei grattacieli moderni, grazie alla conoscenza perfetta dei sistemi delle sporgenze, che permettono di sostenere dei carichi pesanti come i tetti dei templi. Frank Lloyd Wright fu fortemente influenzato dagli arrangiamenti dello spazio dell'architettura giapponese nel suo modo d'interpretare gli spazi interni ed esterni creando delle aperture nelle pareti per le porte scorrevoli. Alla fine del XX secolo, tuttavia, solo l'architettura domestica e religiosa giapponese erano regolate da uno stile comune. Le regole per l'architettura urbana si irrigidirono con l'arrivo dei grattacieli moderni: la vista di Tōkyō riflette perfettamente l'assimilazione delle tecniche e delle forme occidentali moderne nell'architettura del Giappone restando però fedele alla tradizione architettonica del Paese.

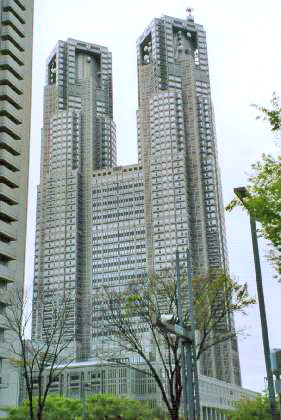
Il Municipio di Tōkyō e le sue torri gemelle di Kenzō Tange (1991)

Il secondo conflitto mondiale lasciò molta devastazione in Giappone, perciò fu operato un riordinamento dello spazio urbano dai maggiori architetti come Kunio Maekawa e Kenzō Tange. Kunio Maekawa, come discepolo del celeberrimo architetto Le Corbusier, ideò delle costruzioni funzionali e moderne in uno stile totalmente internazionale. Kenzō Tange, che lavorò inizialmente per Kunio Maekawa, sostenne anche il concetto di modernità funzionale. Tutti e due erano inclini alle idee di fusione dell'estetica giapponese all'interno della rigidità contemporanea degli edifici, tornando verso i concetti spaziali e tradizionali derivati dai tatami (畳?, tatami). Sono stati usati diversi materiali e tessuti al fine di illuminare tutto il cemento, che integrava specialmente dei giardini e delle sculture alle loro costruzioni.
Tange utilizzò il principio delle sporgenze in un sistema di pilastri e di travi ereditati dagli antichi palazzi imperiali; il pilastro - un elemento tradizionale delle costruzioni di legno giapponesi - divenne un elemento fondamentale nelle sue opere. Fumihiko Maki avanzò nuove idee d'urbanizzazione basate sul principio del cocooning, basato sullo spazio interno (oku), un concetto spaziale giapponese adattato ai bisogni urbani. Raccomandò comunque l'uso di spazi aperti (ma), che si riflettesse così sull'estetica ereditata del Buddhismo. Tale estetica tipicamente giapponese si ritrova nell'insieme dei concetti di Maki, che egli sottolineò costruendo sui suoi edifici aperture su giardini giapponesi (日本庭園?, nihon teien). Il concetto architettonico dominante negli anni settanta, cioè il "metabolismo" della convertibilità, che permette di modificare l'utilizzo di spazi adattandoli ai bisogni del momento, è fortemente presente nell'insieme delle costruzioni moderne del Paese.

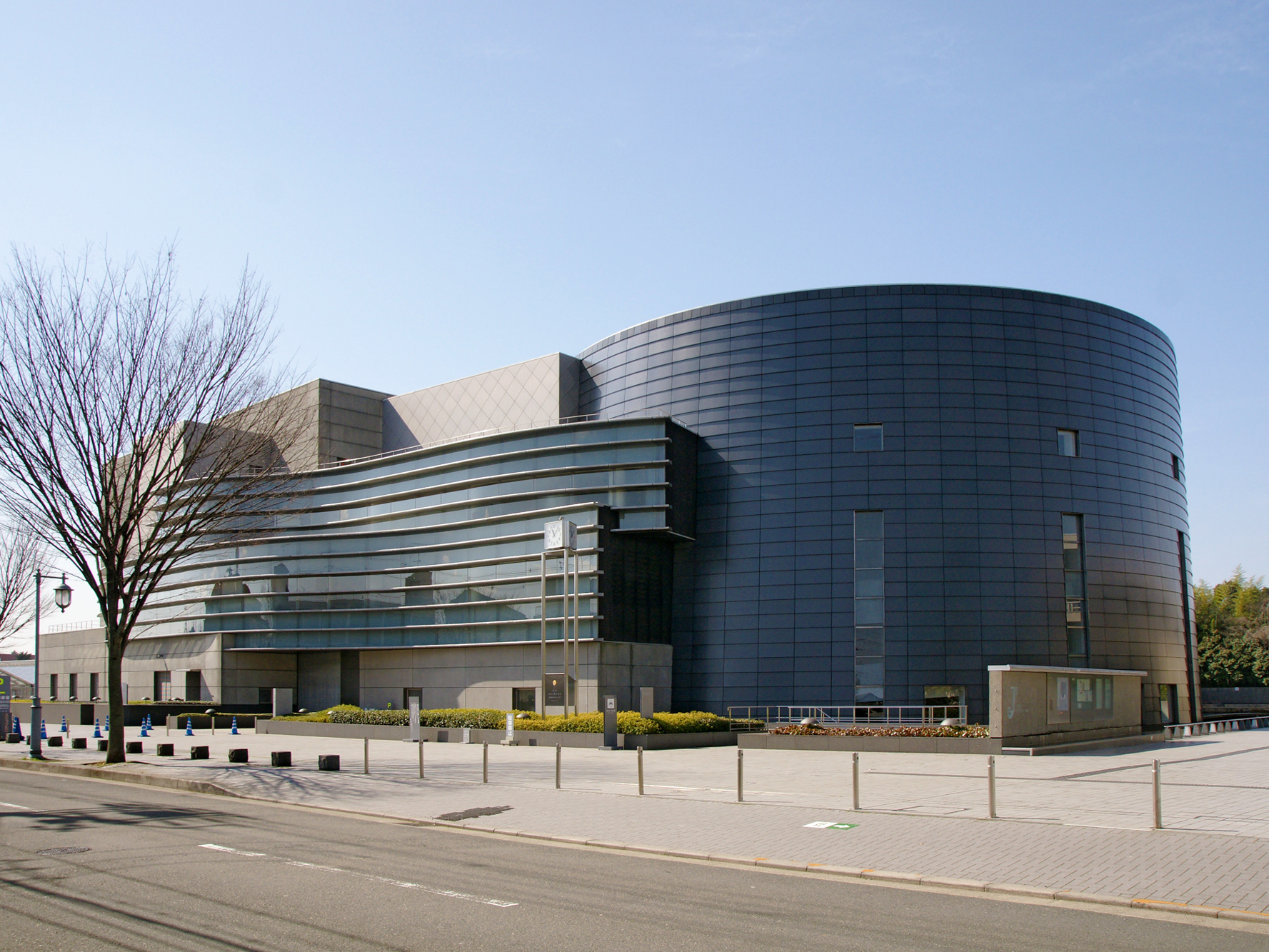
Il Kyōto Concert Hall (Kyōto) di Arata Isozaki

Arata Isozaki è un architetto degli anni settanta ed ottanta, originariamente studente e collaboratore di Tange, s'ispirò ugualmente al lavoro di Le Corbusier focalizzando la sua attenzione sui motivi geometrici e sulle forme cubiche. Sintetizzò i concetti derivati dalla tecnologia delle costruzioni occidentali, aggiungendo una disposizione funzionale e delle idee estetiche singolarmente nipponiche, allo scopo di creare uno stile giapponese moderno. La predilezione di Isozaki per lo stile cubico e per le pergole nelle sue costruzioni a grande scala e le volte semicircolari o disposte a pergolato nei suoi edifici ovoidali generano un numero notevole di variazioni di stile e di forme. Gli architetti degli anni ottanta furono influenzati da quelle concezioni, che estendono il modello equilibrato di Arata Isozaki.
Parecchi gruppi sperimentali d'avanguardia nacquero alla fine degli anni settanta e durante gli anni ottanta. Essi riesaminarono e modificarono le forme geometriche del modernismo introducendo dei concetti metafisici, che crearono un effetto sorprendente alla visione del concetto architettonico classico. In contrasto alle innovazioni degli avanguardisti e del loro modernismo nella struttura rigida, il minimalismo poetico e sperimentale di Tadao Andō incarnò il postmodernismo: un approccio più equilibrato ed umanista dell'architettura.

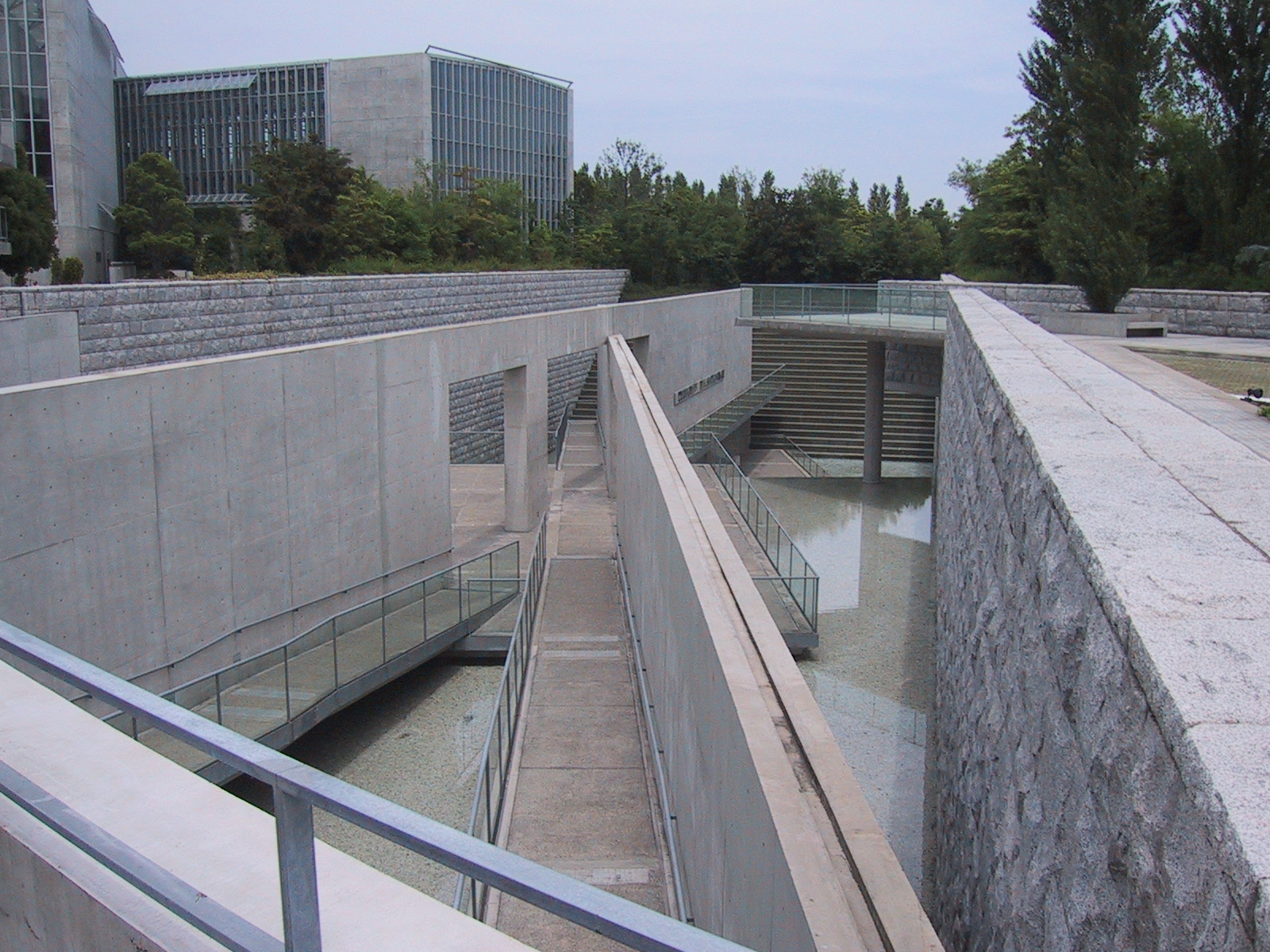
Il Westin Awaji Island Hotel sull'Isola Awaji di Tadao Andō (1991)

Gli edifici di Tadao Andō sono stati dotati di varie fonti di luce, derivate anche dall'importante utilizzo di mattoni di vetro e di spazi aperti negli ambienti esterni. Adattò i cortili interni delle case tradizionali di Ōsaka alla nuova architettura urbana, utilizzando delle scale e dei ponti forati al fine di diminuire l'atmosfera angusta dei normali alloggi urbani. Le sue idee furono riprese negli anni ottanta. Nel 1989 Tadao Andō divenne il terzo giapponese a ricevere il Premio dell'Accademia d'Architettura di Francia, che lo rese uno degli architetti giapponesi di fama mondiale, molti dei quali costruirono i propri edifici più importanti fuori dal Giappone e durante gli anni ottanta. Gli architetti giapponesi furono riconosciuti non solo come abili modernisti, ma anche come esaltatori del postmodernismo con innovazioni nella percezione dello spazio, con un utilizzo inusuale dei materiali industriali e con una consapevolezza sviluppata dai problemi ecologici e topografici.

## Principali architetti giapponesi contemporanei
- Tōgo Murano (村野藤吾?, Murano Tōgo, 1891 - 1984)
- Kunio Maekawa (前川 國男?, Maekawa Kunio, 1905 - 1986)
- Kenzō Tange (丹下 健三?, Tange Kenzō, 1913 - 2005)
- Fumihiko Maki (槇 文彦?, Maki Fumihiko, 1928 -)
- Kishō Kurokawa (黒川 紀章?, Kurokawa Kisho, 1934 -)
- Yoshio Taniguchi (谷口 吉生?, Taniguchi Yoshio, 1937 -)
- Hasegawa Itsuko (長谷川 逸子?, Hasegawa Itsuko, 1941 -)
- Tadao Andō (安藤 忠雄?, Andō Tadao, 1941 -)
- Toyo Ito (伊東 豊雄?, Ito Toyo, 1941 -)
- Yuzuru Tominaga (富永 譲?, Tominaga Yuzuru, 1943 -)
- Kazuyo Sejima (妹島 和世?, Sejima Kazuyo, 1956 -), fondatore della SANAA
- Shigeru Ban (坂 茂?, Ban Shigeru, 1957 -)
- Kengo Kuma (隈 研吾?, Kuma Kengo, 1954 -))